# Marcel Dantheny
Marcel Dantheny est un footballeur français né le 9 janvier 1936 à Esbly (Seine-et-Marne) et mort le 25 octobre 2024 à Neuilly-sur-Seine,.

## Biographie[3]
Jouant au poste de gardien de but dans le petit club d'Esbly, il arrive à 19 ans en 1955 au Grand Reims, et remplace quelques mois plus tard les deux gardiens stadistes Sinibaldi et Jacquet indisponibles, devenant ainsi le premier portier français à disputer un match de Coupe d'Europe des Champions : contre les Danois d'Aahrus (victoire 2-0). 
En 1957, il est Champion du Monde militaire à Buenos Aires, en Argentine, aux côtés notamment de Yvon Douis, Rachid Mekhloufi, Jean Wendling, Théodore Szkudlapski, Robert Siatka, Ginès Liron.  
Il fait ensuite carrière à Valenciennes et Bordeaux avant de revenir dans le club champenois, avec lequel il est champion de France en 1962. Après un passage à Troyes, il rejoint le Red Star en Division 2 et contribue à faire monter le club audonien parmi l'élite en 1965. Il termine sa longue carrière en région parisienne à l'âge de 53 ans, à Rueil-Malmaison AC. Il rejoindra ensuite le Club des Internationaux de Football et participera avec eux à de très nombreux matches amicaux.
À l'été 1967, à la suite de la fusion entre le Red Star, alors en Division 2, et Toulouse, Marcel Dantheny n'est plus titulaire dans les buts mais refuse d'être transféré à Boulogne. Comme tous les footballeurs professionnels, il dispose d'un contrat dit "de longue durée", soit l'équivalent d'un contrat à vie avec son club qui par ailleurs refuse de lui rendre sa liberté. S'ensuit une guérilla juridique dans laquelle on retrouve Marcel Dantheny, le Président du Red Star, la Commission Juridique et la Commission Paritaire du Groupement des clubs professionnels, La Fédération Française de Football et l'UNFP. À compter de janvier 1968, Marcel Dantheny est autorisé à ne plus s'entraîner et entre à plein temps comme représentant dans un Groupe d'articles de sports Trevois Kopa. Il sera finalement libéré de son contrat avec le Red Star en juin 1968. Il a ainsi été l'un des catalyseurs dans l'évolution du contrat du footballeur professionnel vers le contrat "à temps" qui entrera en application en juillet 1969, sous l'égide de l'UNFP. 
Sa fille Caroline Dantheny est aujourd'hui artiste peintre après avoir été créatrice de mode.

## Carrière de joueur
- avant 1955 : Esbly
- 1955-1957 : Stade de Reims
- 1957-1959 : US Valenciennes Anzin
- 1959-1961 : Girondins de Bordeaux
- 1961-1962 : Stade de Reims
- 1962-1963 : AS Troyes Savinienne
- 1963-1968 : Red Star
- 1968-1973 : FC Drouais
- 1973-1975 : CA Mantes-la-Ville (en Division 2)
- Puteaux
- Stade-Français
- Rueil-Malmaison AC[4]

## Palmarès
- International universitaire, amateur, espoir, et militaire
- Champion du Monde Militaire en Argentine en 1957
- Champion de France en 1962 (avec le Stade de Reims)
- Vice-champion de France D2 en 1965 (avec le Red Star)

## Statistiques
- 1 match en Ligue des Champions
- 71 matchs en Division 1
- 213 matchs en Division 2